# Dolina Zdziarska

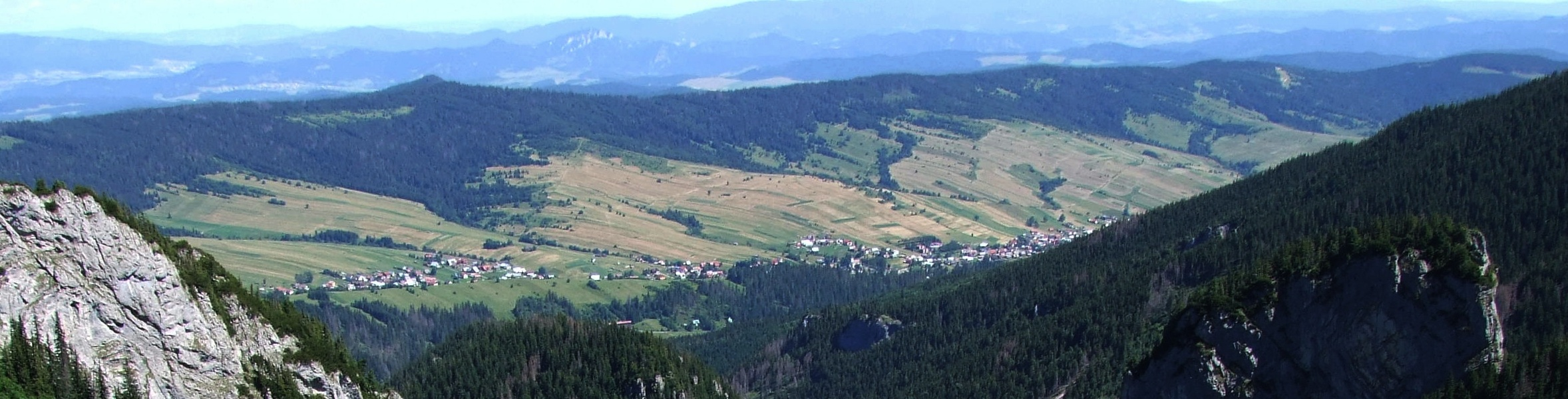
Dolina Zdziarska, Zdziar i Magura Spiska. Widok z Doliny Szerokiej

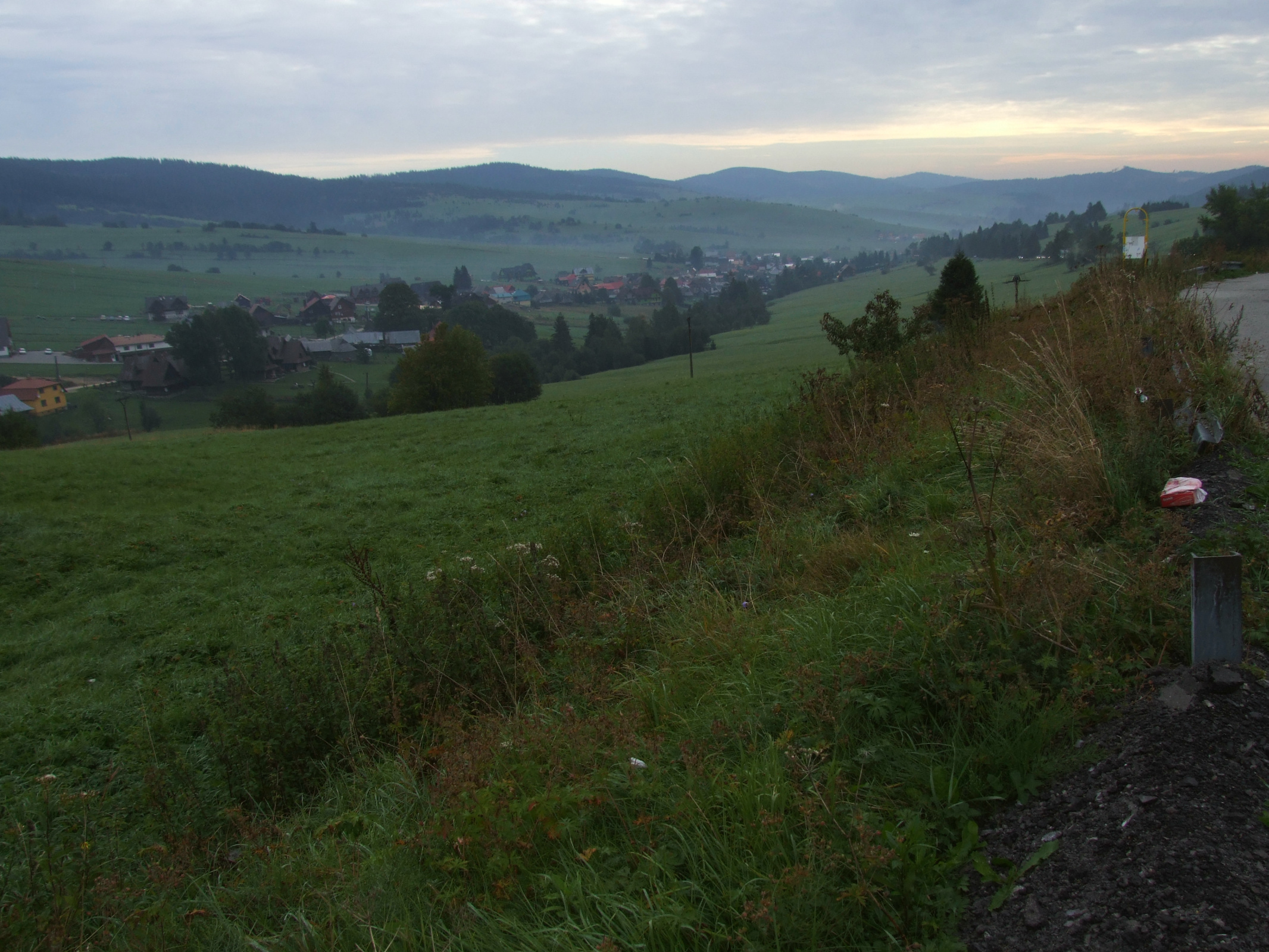
Dolina Zdziarska, widok ze Średnicy

Dolina Zdziarska, dawniej nazywana także Żarską Doliną (słow. Ždiarska dolina, niem. Ždjarer Senke) – dolina na Słowacji, na pograniczu Magury Spiskiej i Tatr Bielskich. Opada spod Przysłopu (nieco powyżej Średnicy) w południowo-wschodnim kierunku do miejscowości Zdziar, gdzie zmienia kierunek na wschodni, w dolnym odcinku znów łukowato zakręca na południowy wschód. Orograficznie lewe (północne) zbocza Doliny Zdziarskiej tworzą wzniesienia Magury Spiskiej od Przysłopu (1214 m) na zachodzie po Bukowinę na wschodzie. Górną część zboczy prawych tworzy wałowaty grzbiet Zdziarskie Brzegi, również należący do Magury Spiskiej. Dnem Doliny Zdziarskiej spływa Zdziarski Potok. Od miejsca, w którym uchodzi on do Bielskiego Potoku, Dolina Zdziarska tworzy granicę między Magurą Spiską a Tatrami Bielskimi. Od tego miejsca jej orograficznie prawe (południowe) zbocza tworzy zakończenie grzbietu Jaworzynki Bielskiej i rozległa Tokarnia.
Nazwa doliny pochodzi od miejscowości Zdziar znajdującej się w środkowej części tej doliny nad Bielskim Potokiem. Poniżej Zdziaru dolina zakręca w południowo-wschodnim kierunku i od wylotu Doliny Bachledzkiej przechodzi w Kotliny, dnem których w dalszym ciągu spływa Bielski Potok. W niektórych opracowaniach (szczególnie obcojęzycznych) część Doliny Zdziarskiej od wylotu Bielskiego Potoku i całą dolinę Kotliny zalicza się do Doliny Bielskiego Potoku.
Dolina Zdziarska ma dwa odgałęzienia w Tatrach: Dolinę Bielskiego Potoku i Dolinę pod Koszary i dwa w Magurze Spiskiej – Dolinę Młynarską i Dolinę Błaszczadzką. Przez dolinę biegnie Droga Wolności, odcinek od Łysej Polany do Tatrzańskiej Kotliny